# Pollack Ágoston
Pollack Ágoston (Pest, 1810. június 10.[keresztelés] – Bél, 1874. február 21.) magyar építész. 

## Életrajza
Pollack Mihály és Eger Magdolna fia. Berlinben és Milánóban tanult, később Pesten édesapja, illetve 1841-től Ybl Miklós mellett dolgozott. A Pest-vidéki építőmesterek céhébe 1833-ban vették fel. Pollack Ágoston nevére 1834–1847 között több mint másfél száz építési engedélyt adtak ki Pesten. 1863. és 1864. években a Pest városi Építő Bizottmány anyagában mintegy kétszáz terv viseli szignóját. Hild tervei alapján ő építette 1855–1856-ban a budapesti belvárosi reáliskola épületét, de részt vett a debreceni Nagytemplom és a budapesti Malvieux-palota építésében is.
1840-ben édesapjával együtt megtervezte a volt József fiúárvaházat (Üllői út 76., az épület ma már nem áll).
Munkái közé tartozik az elbontott Pesti Cukorfinomító Gyár (1839/1845; Budapest, Nyugati tér – Bajcsy-Zsilinszky út – Stollár Béla utca – Bihari János utca által határolt tömb), és a Józsefvárosi Gázgyár (1855–1856; Budapest, II. János Pál pápa tér 20.) is.

## Egyéb irodalom
- Simon Flóra: Apja árnyékában alkotott a ma 215 éve született Pollack Ágoston (pestbuda.hu, 2022. június 9.)
- Emődi András: Új adatok Pollack Ágoston (1810-1874) életrajzához. In: Arte et ingenio. Tanulmányok Kovács András hetvenötödik születésnapjára. Kolozsvár-Budapest, 2021.